# بخش شیدا
بخش شیدا، بخشی به مرکزیت یان‌چشمه واقع در شهرستان بن در استان چهارمحال و بختیاری است. بخش شیدا در دی ماه سال ۱۳۹۱ با تصویب هیئت وزیران ایجاد گردید.

## تقسیمات کشوری
- بخش شیدا
  - دهستان شیدا
  - دهستان زاینده‌رود جنوبی

## بخشدار
نخستین بخشدار این بخش مهدی کریم‌زاده بود.
در شهریور ۱۳۹۳، درویشعلی درخشان به‌عنوان بخشدار جدید منصوب شد.علی شریفی در اسفند ۱۳۹۷ به عنوان سومین بخشدار و چهارمین بخشدار "حاج خیرالله امیرحاجلو" در اردیبهشت  ۱۴۰۱ در  بخشداری این بخش شروع به فعالیت کرد .

## جمعیت
جمعیت این بخش افزون بر ۷۰۰۰ نفر می‌باشد.